# ماکس بولا
ماکس بولا (آلمانی: Max Bulla; ۲۶ سپتامبر ۱۹۰۵ – ۱ مارس ۱۹۹۰) دوچرخه‌سوار اهل اتریش بود.
وی در مسابقات تور دو فرانس ۱۹۳۱ و بوئلتا آ اسپانیا ۱۹۳۵ شرکت کرده است.